# Інтервенція Саудівської Аравії та її союзників у Ємен
Військова інтервенція була розпочата Саудівською Аравією у березні 2015, яка очолила коаліцію з дев'яти африканських і близькосхідних країн, для впливу на результат громадянської війни в Ємені на користь уряду президента Абд Раббо Мансура Гаді. Інтервенція за кодовою назвою Операція «Буря рішучості» (араб. عملية عاصفة الحزم `Amaliyyat `Āṣifat al-Ḥazm) спочатку складалася з бомбардувальної кампанії проти хуситських повстанців, а потім долучила до себе морську блокаду та розгортання наземних військ в Ємені. Коаліція під керівництвом Саудівської Аравії атакувала позиції хуситських бойовиків та лоялістів колишнього президента Ємену Алі Абдулли Салеха, яких, як стверджується, підтримує Іран, у відповідь на прохання міжнародно-визнаного, але суперечливого в самому Ємені, уряду президента Абд Раббо Мансура Гаді.
Винищувачі та сухопутні війська з Єгипту, Марокко, Йорданії, Судану, Кувейту, ОАЕ, Катару, Бахрейну і найманці з Academi також взяли участь у кампанії. З тих пір, Катар був виключений з коаліції через нинішню кризу. Джибуті, Еритрея і Сомалі дозволили коаліції використовувати свої повітряний простір, територіальні води і військові бази. США надали розвідувальну та матеріально-технічну підтримку, включаючи дозаправлення у повітрі та пошуково-рятувальні роботи збитих пілотів коаліції, а також прискорили продаж зброї для держав коаліції. США та Велика Британія розгорнули свій військовий персонал в центрі управління, який відповідає за повітряні удари саудівської коаліції в Ємені, маючи доступ до списків цілей. Пакистану також пропонувалося приєднається до коаліції, але парламент країни проголосував за збереження нейтралітету. 21 квітня 2015, саудівська коаліція оголосила про припинення Операції «Буря рішучості», кажучи, що фокусом інтервенції стане «перехід від військових операцій до політичного процесу». Королівство та його союзники з коаліції заявили, що вони розпочинають політичні та мирні зусилля, які вони назвали Операція «Відродження надії» (араб. عملية إعادة الأمل `Amaliyyat 'I`ādat al-'Amal). Тим не менш, коаліція не виключила застосування сили, сказав, що вони будуть реагувати на загрози та запобігати діям хуситів у Ємені.
Війна отримала широкомасштабну критику та різко погіршила вплив на гуманітарну ситуацію, яка досягла рівня «гуманітарної катастрофи». Після того, як коаліція під керівництвом Саудівської Аравії оголосила всю провінцію Саада військовою ціллю, Координатор ООН з гуманітарних питань у Ємені та Human Rights Watch заявили, що повітряні удари саудівської коаліції в місті Саада порушили міжнародне право. 1 липня 2015, ООН дала Ємену «третій рівень» надзвичайного стану — найвищий надзвичайний рівень ООН — строком на шість місяців. Правозахисні організації неодноразово звинувачували військову коаліцію під керівництвом Саудівської Аравії за вбивства цивільних осіб і знищення медичних центрів та іншої інфраструктури через авіаційні удари. Де-факто блокада залишила 78 % (20 мільйонів) жителів Ємену в гострій потребі в їжі, воді та медичній допомозі. Лише невелика група гуманітарних кораблів має доступ до єменських портів, тоді як більшість торгових суден, на які покладається країна, опиняється у блокаді. В одному випадку літаки коаліції завадили посадці літака іранського Червоного півмісяця, здійснив бомбардування злітно-посадкової смуги міжнародного аеропорту «Сана», що заблокувало доставку допомоги по повітрю. Станом на 10 грудня 2015, більше 2,5 мільйонів людей стали внутрішньо переміщеними особами через бої. Багато країн евакуювали з Ємену понад 23 тисяч іноземних громадян. Більше 1 мільйона людей втекли з Ємену в Саудівську Аравію, Джибуті, Сомалі, Ефіопію, Судан та Оман. Війна спричинила гуманітарну кризу, в тому числі голод, який поставив під загрозу життя понад 17 мільйонів людей, а також спалах холери, яка заразила сотні тисяч людей.

## Передумови

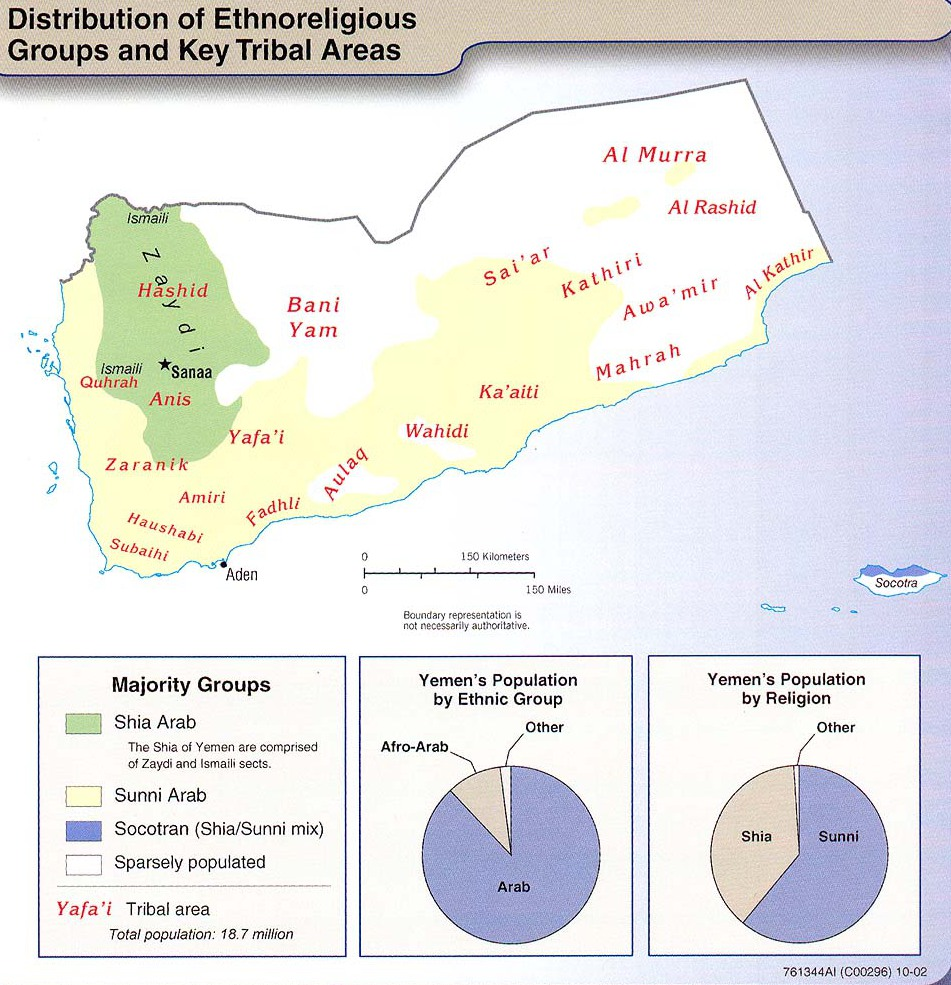
Етнорелігійні групи у 2002 році. Прихильники зейдитського шиїзму ставлять приблизно 35-40 % мусульман Ємену.

Абд Раббо Мансур Гаді, будучи єдиним кандидатом на пост президента, виграв президентські вибори в Ємені в 2012 році. Хусити, шиїтське воєнізоване угрупування (за можливої підтримки Ірану), захопили владу в Ємені у кілька етапів у 2014—2015 роках. Саудівська Аравія та союзні їй країни засудили це, як антиконституційний переворот.
У військових операціях на землі, хусити отримали підтримку частини Військових сил Ємену, підконтрольних колишньому президенту Алі Абдалла Салеху, який був відсторонений від влади внаслідок Арабської весни в 2011 році. Хуситський лідер заявив, що Саудівська Аравія намагається розірвати альянс між хуситами та прихильниками Салеха; у звітах вказується, що син Салеха Ахмед Алі Салех вирушив до столиці Саудівської Аравії, аби спробувати здійснити угоду про припинення повітряних ударів. Саудівські ЗМІ стверджують, що Салех або його син звернувся до Ер-Ріяда прагнучи укласти подібну угоду.
На початку вересня 2014, хусити захопили столицю Сана, повалив уряд Гаді. Згодом, між Гаді і хуситами була укладена мирна угода, яка, однак, не дотрималася жодною стороною. Договір був розроблений з наміром злагоди на розподіл влади у новому уряді. Угода була розроблена з метою визначення розмежування повноважень уряду. Конфлікт навколо проекту конституції спровадив хуситів до консолідації контролю над єменською столицею в січні 2015. Гаді, після відставки з поста разом зі своїм прем'єр-міністром, і залишаючись під домашнім арештом протягом одного місяця, втік до Адену на півдні Ємену в лютому. Прибувши туди, Гаді скасував свою відставку, кажучи, що починаючи з вересня 2014 року, дії хуситів були спрямовані на «переворот» проти нього. До 25 березня, війська підконтрольні Сані швидко наближалися до Адену, котре Гаді проголосив тимчасовою столицею Ємену.
Під час південного наступу хуситів, Саудівська Аравія почала нарощувати військові сили на кордоні з Єменом. У відповідь лідер хуситів заявив, що його загони контратакують будь-які агресивні кроки з боку саудитів і не зупиняться доти, доки не захоплять саудівську столицю Ер-Ріяд.
25 березня, Гаді закликав Раду Безпеки ООН дозволити «країнам, які бажають допомогти Ємену, забезпечити негайну підтримку законній владі усіма засобами і заходами для захисту Ємену і стримати агресію хуситів». Того ж дня, міністр закордонних справ Ємену, Ріад Ясин, запросив військову допомогу у Ліги арабських держав, на тлі повідомлень про те, що Гаді полишив свою тимчасову столицю. 26 березня, саудівський державний телеканал Аль-Екбарія повідомив, що Гаді прибув на авіабазу в Ер-Ріяді, де зустрівся з міністром оборони Саудівської Аравії, Мухаммедом бін Салман Аль-Саудом. Його шлях з Адену в Ер-Ріяд не був заздалегідь відомий.
На саміті Ліги арабських держав 28-29 березня у місті Шарм-еш-Шейх, Єгипет, президент Гаді знову закликав до міжнародного втручання у бойові дії в Ємені. Під час цієї зустрічі, ряд членів Ліги пообіцяли свою підтримку уряду Гаді в Ємені.
Сунітсько-шиїтський поділ
Більше 40 % єменців є послідовниками зейдитського шиїзму, тоді як 1,5 % є послідовниками інших шиїтських гілок. Сила і вплив хуситів, які є зейдитськими шиїтами, були посилені після формування альянсу з колишнім президентом Алі Абдалла Салехом, котрий допоміг заручити важливі частини Збройних сил Ємену воювати проти коаліційних сил.

## Операція «Буря рішучості»
За повідомленнями телеканалу Аль-Арабія, Саудівська Аравій задіяла 100 військових літаків і 150 тисяч військових. За даними Рейтер, літаки Єгипту, Марокко, Йорданії, Судану, Кувейту, ОАЕ, Катару і Бахрейну також взяли участь в кампанії.
ОАЕ надали 30 винищувачів, Кувейт (три ескадрони F/A-18 Hornet) і Бахрейн — 15, Катар — 10, тоді як Йорданія і Марокко по шість, а Судан — чотири.
21 квітня 2015, було оголошено про припинення операції.

### Повітряна кампанія

#### Березень 2015
У березні 2015, була зроблена спільна заява Ради співробітництва арабських держав Перської затоки (за винятком Оману), де йшлося про те, що вони зважилися на військову операцію проти хуситів у Ємені за зверненням уряду Гаді.
Коаліція проголосила повітряний простір Ємену забороненою зоною, тоді як король Салман оголосив, що ВПС Саудівської Аравії мають повний контроль над зоною. За повідомленнями, Саудівська Аравія почала авіаудари спираючись на звіти американської розвідки і спостережувальні знімки, щоб вибрати і вражати цілі, в тому числі зброї, літаки на землі і ППО. Телеканал Аль-Джазіра заявив, що Мухаммед Алі аль-Хусі, командувач хуситів, призначений у лютому на пост президента Революційного комітету, отримав поранення, а три інші командири були вбиті повітряними ударами в Сані.
Повітряні удари 26 березня також вдарили по авіабазі Аль-Анад, колишньому об'єкту Сил спеціальних операцій США в провінції Лахдж, яка була захоплена хуситами на початку тижня. Як повідомлялося, список цілей включав хуситський склад боєприпасів і палива у Сані. Нічні нальоти здійснювалися по позиціям хуситів у Таїзі та Сааді. Тисячі людей в Сані зробили демонстрацію проти втручання, яке також засудив колишній президент Алі Абдалла Салех. Тисячі вийшли на підтримку Гаді та Саудівської Аравії.
27 березня, обсяг ударів розширився; під приціл потрапили радіолокаційна установка в провінції Марібі і авіабаза в провінції Аб'яні. Командувач операцією спростував повідомлення про жертви серед цивільного населення, заявивши, що авіаудари були здійснені з точністю.
28 березня, рано вранці, були здійснені додаткові удари, які вразили цілі в районах міст Ходейда, Саада і Сана, а також головну базу Салеха. З'явилися чутки, що Салех втік до Санану, селища на околицях контрольованої хуситами столиці. Інші удари знищили частину хуситської колони танків, бронетехніки і вантажівок, які прямували з Шукри до Адену. Чиновник уряду в Адені заявив, що саудівські удари знищили об'єкт з виробництва ракет дальнього радіуса дії, контрольований хуситами. Того ж дня, хусити заявили, що збили літак ВПС Судану над Саною і захопили в полон пілота. Суданський уряд, в свою чергу, повідомив, що жоден з їх чотирьох винищувачів, які беруть участь в операції, не потрапив під вогонь або був збитий. Минулого дня, хусити заявили, що збили «ворожий» саудівський дрон в Сані.
Вранці 29 березня, повітряні удари пошкодили склад зброї, військову авіабазу і штаб-квартиру спецпризначенців в Сані. Знищення складу зброї за межам Сани заподіяло пошкодженню довколишніх аеропорту та літаків на землі. Також, під удар потрапили цілі у містах Саада і Ходейда. Бригадний генерал Ахмед Асирі, речник коаліції, повідомив, що саудівська артилерія і вертольоти AH-64 «Апач» були задіяні для «стримування» хуситів, що накопичуються на кордоні з Саудівською Аравією.
30 березня, міжнародні організації заявили, що близько 40 людей, включаючи дітей, було вбито, а 200 поранено через повітряний удар, котрий вдарив по табору біженців, розташованому недалеко від військової бази в північному районі селища Гарад. Авіаудари також пошкодили райони біля президентського палацу в Сані і міжнародний аеропорт «Аден».
31 березня, три коаліційні удари знищили приміщення Єменської економічної корпорації для зберігання продуктів в Ходейді. Повітряні удари не обмежувалися лише материковою частиною Ємену. Ракети вразили будинки на острові Перім, за словами жителів, які бігли на човні до Джибуті.

#### Квітень 2015
1 квітня, загинуло десятки людей унаслідок вибуху на молочному і нафтопереробному заводі в Ходейді, який по-різному закидають на авіаудар чи ракету з довколишньої військової бази. Медичні джерела повідомили, що загинуло 25 людей, тоді як єменська армія заявила, що загинуло 37 і поранено 80 осіб. Також, авіаудари вразили цілі у Сааді.
Незважаючи на постійні авіаудари, хусити і союзні підрозділи продовжили наступ на Аден, за підтримки танків і важкої артилерії. 2 квітня, хусити захопили президентський палац, але вимушені були відступити через ранкові нальоти наступного дня. Крім цього, літаки коаліції скинули зброю і медичну допомогу для бійців Гаді в Адені.
5 квітня, Міжнародний комітет Червоного Хреста повідомив, що отримав від коаліції дозвіл відправити продовольство і медичних працівників в Сану і чекає на дозвіл відіслати кораблем хірургічну бригаду до Адену. Коаліція заявила, що створила спеціальний орган для координації надання допомоги Ємену.
Ввечері 6 квітня, авіаудари вразили цілі в західній Сані, Сааді і провінції Ед-Даля, що є маршрутом постачань хуситів для південного наступу.
7 квітня, авіаудари пошкодили базу Республіканської гвардії в провінції Ібб, поранивши 25 хуситських бійців. Єменські джерела ствердили, що в результаті удару загинуло троє дітей і шість отримали поранення, які знаходилися в школі поблизу.
8 квітня, коаліція завдала ударів по складам зброї у північному Адені.
12 квітня, авіаудари припали на базу 22-ї бригади Республіканської гвардії і сусіднє селище з мешканцями ахдамської меншини в провінції Таїз, де було вбито 8 і поранено більше десяти мешканців.
17 квітня, речник коаліції і командувач наземних сил Гаді зазначили, що авіаудари були посилені і сфокусовані на містах Сана і Таїз. Удар по Республіканському палацу у Таїзі вбив 19 хуситів. 19 квітня, внаслідок серії авіаударів і наземних боїв у місті Далех було вбито 17 хуситів і 6 сепаратистів.
20 квітня, авіаудари вразили склад зброї і базу з ракетами «Скад» у Сані. Внаслідок ударів по місту було вбито 46 і поранено більше сотні мешканців, включаючи єменського телеведучого серед вбитих.

### Військово-морські сили
Єгипет та Саудівська Аравія задіяли військові кораблі для підтримки коаліційних операцій. Сомалі запропонувала свій повітряний простір і територіальні води. Після початку операцій, чотири судна ВМС Єгипту перетнули Суецький канал і попрямували до Аденської затоки. Ер-Ріяд запросив дозвіл від уряду Сомалі використовувати повітряний простір і акваторію для проведення операцій. 27 березня єгипетські військові заявили, що ескадра їхні та саудівських військових кораблів зайняли позиція в протоці Баб-ель-Мандеб. Саудівські війська пригрозили знищити будь-який корабель, що буде намагатися пришвартуватися в Ємені. Того ж дня, ВПС США врятували у Аденській затоці двох саудівських пілотів F-15S, які вимушені були катапультуватися внаслідок технічної несправності літака.
28 березня, ВМФ Саудівської Аравії евакуював дипломатів та співробітників ООН, які прибули з Адену до Джидди.
Свідки розповіли Рейтер, що 30 березня єгипетські кораблі бомбардували позиції хуситів, колі ті намагалися просунутися до Адену. Близько 1 квітня, кораблі знову відкрили вогонь по позиціям хуситів в міжнародному аеропорті «Аден».
Махмуд Алі Юсуф, міністр закордонних справ Джибуті, сказав, що хусити розмістили важке озброєння та швидкохідні катери на острові Перім і меншому острівці в протоці Баб-ель-Мандеб. Юсуф застеріг, що «перспектива війни у протоці Баб-ель-Мандеб є реальною», і що зброя поставила у «велику небезпеку» його країну, комерційні судноплавства і військові кораблі. Він закликав коаліцію очистити острів від зброї хуситів, яка, за його словами, включала ракети і гармати дальнього радіуса дії.
4 квітня, президент Єгипту Абдель Фаттах Ас-Сісі назвав захист судноплавства у Червоному морі і протоки Баб-ель-Мандеб «головним пріоритетом для національної безпеки Єгипту».
15 квітня, речник коаліції, саудівський бригадний генерал Ахмед аль-Асирі, повідомив, що військові кораблі зосереджують свою увагу на захисті від хуситів судноплавних шляхів і кораблів охорони, що прямують до портів для поставки вантажів, які призначаються хуситам.
ВМС США надали підтримку морській блокаді, зупиняючи і обшукуючи кораблі, які підозрюються в постачанні іранської зброї хуситам. 21 квітня, США анонсували залучення своїх військових кораблів у водах Ємену для моніторингу іранських кораблів. Зокрема, Сполучені Штати зазначили конвой іранських судів, який потенційно може постачати зброю хуситам, порушуючи цим санкції ООН. Також, США повідомили, що 23 квітня іранський конвой змінив свій курс.

### Наземні зіткнення
Саудівська Аравія і Єгипет заявили, що готові до наземній операції в Ємені. Судан також повідомив про свою готовність відправити свої наземні війська до Саудівської Аравії для участі в операції.
Між 31 березня і квітнем повідомлялося, що війська саудитів і хуситів обмінялися артилерійськими та ракетними обстрілами на кордоні між Саудівською Аравією і Єменом. 2 квітня, внаслідок обстрілів був вбитий один саудівській прикордонник, перша підтверджена коаліцією жертва кампанії, тоді як наступного дня загинуло ще двоє прикордонників, які стали «об'єктом інтенсивного вогню». Двоє єгипетських далекобійників зазнали критичних поранень від снаряду хуситів на кордоні з Єменом.
За повідомленнями на 3 квітня, саудити почали знімати частини огорожі на кордоні з Єменом, а також провінціями Саада і Хадджа. Мета цього не була відразу зрозумілою.
12 квітня, члени плем'я Так'я, після загибелі кількох одноплемінників від авіаудару, здійснили напад на саудівську військову базу, забравши велику кількість зброї і боєприпасів.
19 квітня, лідер хуситів Мухаммед Алі аль-Хуті звинуватив саудитів у плануванні наземного наступу на Ємен, тоді Асирі ствердив, що коаліційні сили отримали інформацію стосовно планування вторгнення хуситів в Саудівську Аравію. Того ж дня, під час стрілянини й мінометних обстрілів на кордоні було вбито одного і поранено двох інших саудівських прикордонників

## Операція «Відродження надії»
21 квітня, міністр оборони Саудівської Аравії оголосив про припинення авіаударів, «успішно ліквідувавши загрозу» своїй безпеці, що надходила від балістичного і важкого озброєння хуситів. Було анонсовано початок нової фази під кодовою назвою Операція «Відродження надії». У телезверненні, Абд Раббо Мансур Гаді сказав, що припинення авіаударів було здійснено на його прохання, і подякував арабській коаліції за підтримку. Раніше в той же день, Салман ібн Абдул-Азіз Аль Сауд наказав Національній гвардії Саудівської Аравії долучитися до військової операції в Ємені. Винищувачі і військові кораблі продовжили здійснювати удари попри припинення «Бурі рішучості».
8 травня, Саудівська Аравія оголосила п'ятиденне припинення вогню в Ємені, початок якого призначений на 12 травня. Пізніше в той же день, саудівські літаки скинули листівки в провінції Саада з попередженням про авіаудари по всьому району. Представник хуситів, Мохаммед аль-Бакаіті, сказав BBC, що припинення вогню не було запропоновано офіційно і хусити не відреагують доти, доки план не нададуть належним чином. 10 травня, представник оголосив про погодження на план припинення вогню, але застеріг, що порушення перемир'я спровокує військову відповідь.

### Авіаудари

#### 2015
На оголошенні «Відродження надії», керівництво коаліції підкреслило, що їх кампанія в Ємені перейшла в політичну фазу, але вони не виключають можливість відновлення авіаударів по хуситам за потреби. За словами коаліції, під час нової фази вони не збільшать повітряні і військово-морські обмеження.
Однак, авіаудари поновилися майже відразу після оголошення коаліцією про кінець «Бурі рішучості».
22 квітня, незважаючи на оголошення в попередній день, було завдані авіаудари по позиціям хуситів у Таїзі, де була уражена військова база, невдовзі після того, як хусити захопили її, місті Аден, де удари спрямувалися на колону хуситських танків, а також інших локаціях, таких як Ходейда і Ібб. Хусити продовжили боротьбу за територію в Ємені, тоді як представник хуситів заявив, що вони будуть підготовлені до мирних переговорів для «повного припинення атак». Попередній раунд перемовин, запропонований ООН, зазнав краху після того, як хусити напали на резиденцію президента Гаді в Сані.
26 квітня, коаліційні сили вдарили по військовим об'єктам хуситів і сил Салеха в Сані, Адені та провінціях Маріб і Ед-Даля, підтримуючи анти-хуситських бійців в трьох останніх локаціях, де було вбито більше 90 хуситів. Військові кораблі коаліції накрили вогнем позиції бойовиків біля комерційного порту Адену. Саудівські винищувачі здійснили удари по хуситам в провінції Саада, тоді як артилерія завдала удари по бойовикам в провінції Хадджа. Також, на кордоні з Єменом була задіяна Національна гвардія Саудівської Аравії.
28 квітня, для запобігання приземлення іранського літака Червоного Півмісяця, котрий наближався до землі, саудівські винищувачі F-15 здійснили бомбардування Міжнародного аеропорту Сани. Винищувачі наказали літаку повернути назад, але іранський пілот проігнорував «незаконні попередження», сказавши що, на основі міжнародних законів, його літак не потребував подальшого дозволу Саудівської Аравії на приземлення у єменському аеропорту. Іранський капітан, Бехзад Седакатніа, пізніше повністю описав інцидент у телевізійній програмі. Всі злітно-посадкові смуги, диспетчерська вежа і пасажирський літак Bombardier CRJ700 були знищені. Також, саудівські винищувачі вразили авіабазу Аль-Дайламі на півдні Сани, знищив злітно-посадкову смугу поряд з цивільним аеропортом.

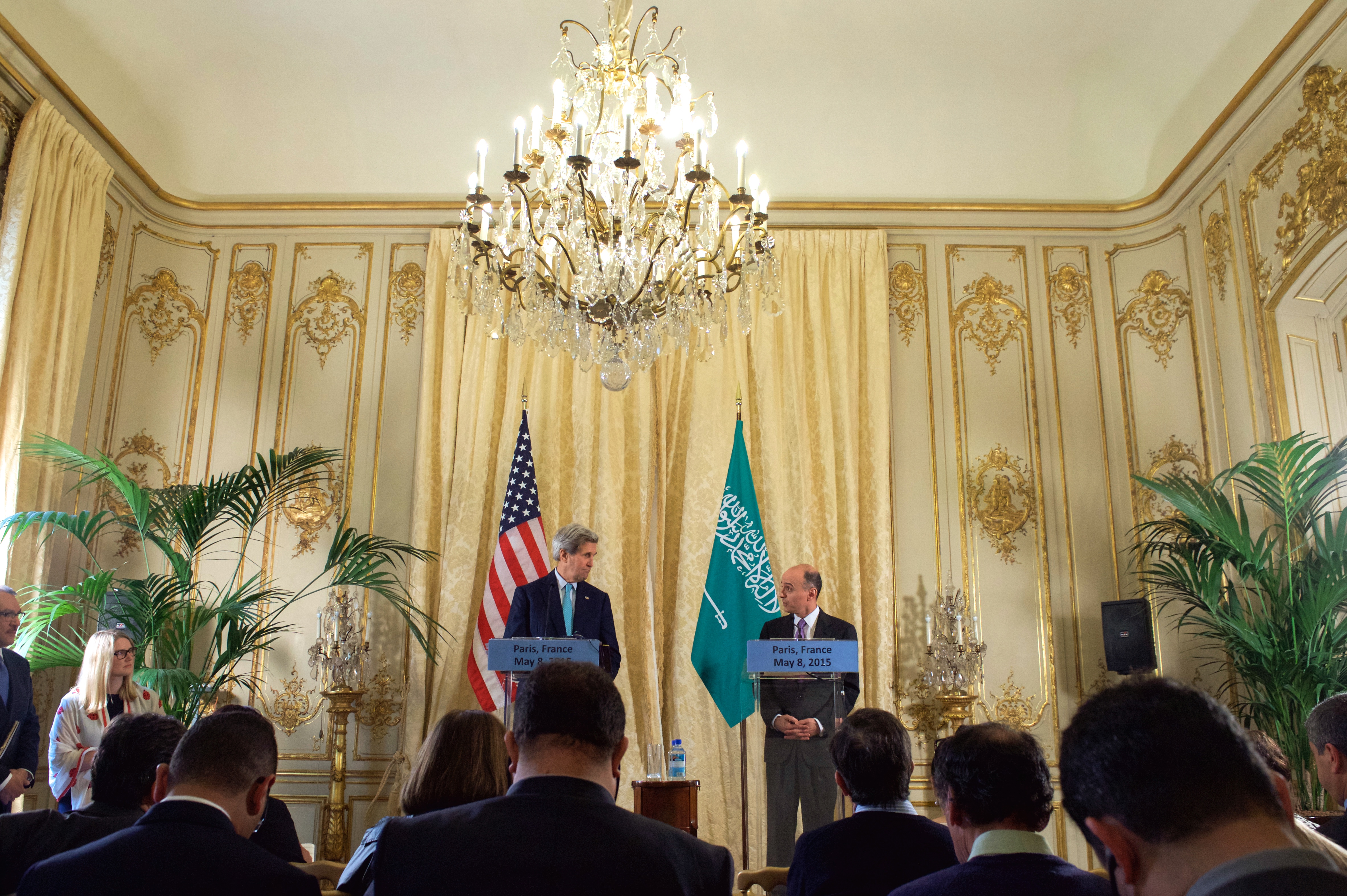
Міністр закордонних справ Саудівської Аравії оголосив 5-денне припинення вогню 8 травня 2015 року

Крім цього, саудівські літаки запобігли входу в повітряний простір Ємену двом іншим іранським літакам Червоного Півмісяця.
На початку травня, організація Human Rights Watch звинуватила Саудівську Аравію у використанні касетних бомб в Ємені. Саудівські військові визнали, що використовують бомби типу CBU-105, але ствердили, що вони були задіяні лише стосовно бронетехніки, і аж ніяк в населених пунктах.

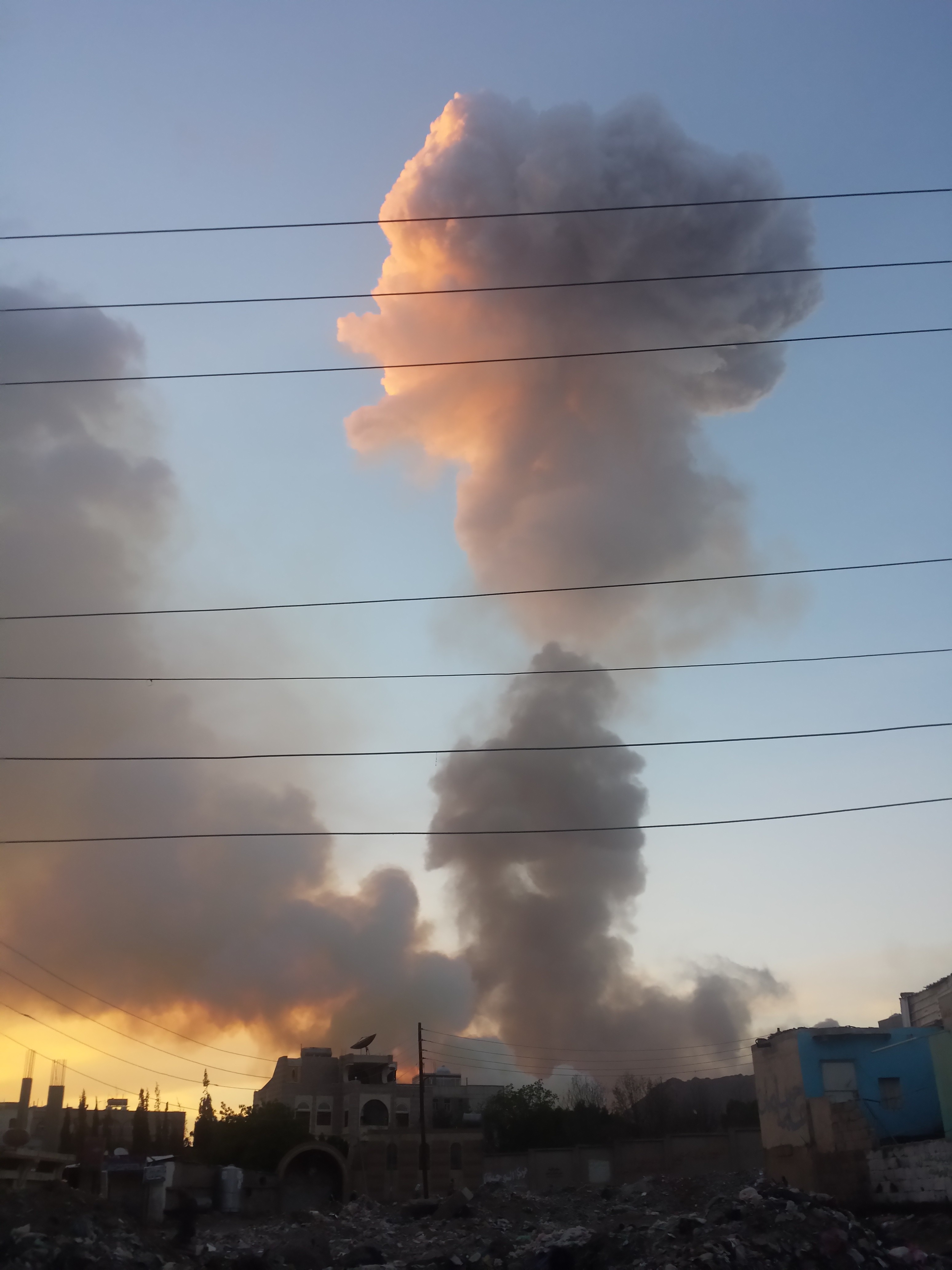
Авіаудар в Сані 11 травня

10 травня, уряд Марокко повідомив, що один з їхніх винищувачів F-16, який брав участь у повітряній кампанії, разом з пілотом загубився в бою над Єменом. Хусити взяли на себе відповідальність за цей випадок, тоді як на єменському державному телебаченні з'явився репортаж з уламками літака з марокканською державною символікою, збитого бойовиками племінних загонів над провінцією Саада.
18 травня, після закінчення гуманітарного перемир'я, коаліція завдала авіаударів по позиціям хуситів в Ємені. За інформацією СМІ, підконтрольних бойовикам, три з ударів пошкодили північний опорний пункт у Сааді. Єменський міністр Закордонних Справ у вигнанні, Ріад Ясин, звинуватив бойовиків у поновленні військових дій. Саудівський телеканал Аль-Арабія повідомив, що війська саудитів обстріляли форпости хуситів на північному кордоні Ємену, після того, як бойовики вкрили мінометним вогнем саудівський військовий блокпост на півдні провінції Наджран.
23 травня, УКГВ повідомило про авіаудари в єменських провінціях Саада, Хадджа і Ель-Джауф.
27 травня, авіаудари влучили в поліцейський відділок в столиці Сана, вбивши 45 офіцерів.
12 червня, саудівські літаки здійснили бомбардування Історичного центра міста Сана, який входить в перелік Світової спадщини ЮНЕСКО. Генеральний директор ЮНЕСКО, Ірина Бокова, сказала в повідомленні, що організація «глибоко засмучена втратою людських життів, а також збитком, нанесеним одній з найстаріших у світі перлин ісламського міського пейзажу».
8 липня, через помилковий авіаудар по базі лояльній президенту Гаді 23-ї механізованої бригади у місті Аль Абр, провінція Хадрамаут, загинуло не менше 70 і поранено 200 інших військових. Однак, за інформацією агентства Франс Прес, удар був здійснений тому, що десятки військових на базі «перейшли і оголосили про свою підтримку» хуситам, викликавши цим сутички з урядовими силами. Перед улагодженням ситуації, було вбито принаймні 30 військових і знищено або пошкоджено неназване число бронетехніки.
27 липня, саудівська коаліція оголосила про початок 5-денного перемир'я для направлення медичної і гуманітарної допомоги цивільному населенню Ємена. Проте, хусити повідомили, що не збираються дотримуватися перемир'я, адже на їх думку це здійснюється задля перегрупування сил саудитів, в той час як лідер хуситів Абдул-Малік аль-Хуті заявив, що режим припинення вогню буде на користь Аль-Каїді і Ісламській Державі. Таким чином, за декілька годин після початку перемир'я хусити обстріляли Міжнародний аеропорт Адену, на що коаліція відповіла новими авіаударами. Внаслідок двох авіаударів поблизу стратегічної військової бази Аль-Анад у провінції Лахдж, котра перебуває під контролем хуситів і також опинилася під обстрілом, було помилково вбито 15 і поранено більше 40 проурядових бійців.
21 серпня, гуманітарна організація «Лікарі без кордонів» повідомила, що авіаудари по місту Таїз у попередній вечір забрали життя понад 65 цивільних, включаючи жінок і дітей, крім цього зруйнував 17 будинків в одному з районів міста.
26 серпня, після збиття тактично-балістичної ракети «Скад» бойовиків над південними кордонами Саудівської Аравії, коаліційні сили здійснили повітряний обстріл президентського палацу і військового складу ракет в Сані.
29 серпня, коаліційні AH-64 Apache завдали ударів по окупованій хуситами базі поблизу міста Бейхан у провінції Шабва. Раніше, винищувачі здійснили обстріл конвою бойовиків у тому ж районі, а також складу зброї у Сані.
5 вересня, у відповідь на ракетну атаку хуситів по складу зброї в провінції Маріб, унаслідок якої стався потужний вибух, що вбив 45 еміратських і 5 бахрейнських військових, винищувачі військово-повітряних сил ОАЕ завдали авіаударів по об'єктах бойовиків, зокрема, у містах Сана, Маріб, Саада та Ібб. Медичні джерела повідомили, що через удари по столиці Сана загинуло 24 цивільних.
6 вересня, авіаударів коаліції зазнали президентський палац і посольство ОАЕ у Сані, яке було захоплено хуситами минулого місяця. Усього, по місту було випущено не менше 30 ракет.

#### 2016
25 січня, коаліція завдала авіаудару по будинку старшого судді Ях'ї Рубаїда у Сані, вбивши самого суддю і його шістьох родичів, а також поранивши п'ятьох інших членів сім'ї і двох охоронців. Однак, за словами представника коаліції, бригадного генерала Ахмеда Ассері, будинки цивільних і вони самі не є метою повітряних ударів: «Ми не цілимося у будинки. Ми шукаємо ракети „Скад“. Ми завжди стверджували, що не атакуємо житлові місця. Ми атакуємо сховища».
14 березня, ОАЕ повідомили, що втратили зв'язок з одним з їхніх винищувачів, у той час як ЗМІ сповістили про те, що літак розбився, вбивши обидвох пілотів. Пізніше стало відомо, що це був винищувач Mirage 2000-9s ВПС ОАЕ, який зазнав аварію через «технічну несправність» під час виконання завдання над містом Аден. Урядовці доклали, що вранці літак здійснював авіаудар по помешканню місцевого командира ІД, вбивши його 18-річного сина. Окрім винищувача, вертоліти Apache також брали участь в операції. Один зі свідків сказав, що цього ж дня, вертольоти атакувала бойовиків АКАП в аденському окрузі Аль-Мансура.

### Прикордонні бої

#### 2015
25 квітня, організація «Лікарі без кордонів» повідомила, що місто Гарад, яке розташовується близько до кордону з Саудівською Аравією, «стало містом-привидом», а також, що саудівські обстріли вбили 11 і поранили більше 70 осіб.
26 квітня, саудівський уряд оголосив через свої офіційні інформагентства, що перші підрозділи Національної гвардії країни прибули до міста Наджран на південному заході Саудівської Аравії, біля кордону з Єменом. Того ж дня, плем'я Аль-Хамдан здійснило атаку на позиції саудитів в Наджрані, і за повідомленнями вбили кількох військових, тоді як МВС Саудівської Аравії повідомили про 1 вбитого і 2 поранених. Пізніше, члени плем'я відступили через сильні бомбардування в районі.
30 квітня, одного саудівського прикордонника було вбито мінометним вогнем на кордоні з Єменом. Це підвищило офіційне загальне число загиблих саудитів до 11. Пізніше в той же день, хусити атакували саудівський військовий блокпост в провінції Наджран, вбивши 3 солдатів, підвищив число смертей до 14.
4 травня, міністр закордонних справ Сенегалу оголосив, що країна відправить 2,100 тисяч солдатів для приєднання до коаліції.
5 травня, хусити захопили 5 саудівських солдатів і обстріляли з мінометів саудівське місто Наджран та декілька інших регіонів у провінції Джизан, вбивши не менше 3 осіб.
6 травня, принаймні ще 7 саудівців було вбито внаслідок двох окремих атак на місто Наджран і провінцію Джизан, в результаті чого загальне число загиблих саудівських цивільних складає, щонайменше, 10 жертв. Ніхто з бойовиків не взяв на себе відповідальність за напад.
7 травня, за повідомленнями, хусити збили саудівський вертоліт AH-64 Apache в Ємені, вбили і взяли в полон багатьох саудівських солдатів після захоплення чотирьох військових блокпостів в Джизані. Саудівська Аравія підтвердила, що втратила Apache, однак заперечила, що його збили хусити.
11 травня, Саудівська Аравія розгорнула танкові «ударні війська» на своєму південному кордоні, після того, як бойовики випустили більше 150 ракет типу «Катюша» і обстріляли з мінометів Наджран і Джизан, у відповідь на саудівські бомбардування провінцій Саада і Хадджа. Саудити повідомили, що обстріли забрали життя одного цивільного.
21 травня, хуситський телеканал Аль-Массіра ствердив, що бойовики вбили не менше 18 саудівських солдатів під час атаки на військовий об'єкт на саудівсько-єменському кордоні.
27 травня, МЗС Саудівської Аравії повідомило, що 2 солдат було вбито під час ракетного обстрілу в провінції Асір.
Вранці 6 червня, саудівці збили тактично-балістичну ракету «Скад» поблизу міста Хаміс-Мушайт, спрямовану бойовиками на авіабазу «Кінг Халед», яка є найбільшою на півдні Саудівської Аравії.
31 липня, щонайменше 4 саудівських військових було вбито і 8 інших поранено через обстріл бойовиками міста Дахран аль-Джануб у провінції Асір. Раніше цього дня, хусити здійснили обстріли декількох прикордонних районів Саудівської Аравії, включаючи Асір, на що війська королівства відкрили вогонь у відповідь, знищив ракетні пускові установки.
21 серпня, двоє саудівських пілотів AH-64 Apache розбилися у провінції Джизан, на південному заході Саудівської Аравії, поблизу кордону з Єменом. За словами Саудівського газетного агентства, пілоти загинули «виконуючи свій обов'язок по захисту кордонів батьківщини».
25 серпня, хусити здійснили артилерійський обстріл сил Саудівської Аравії на саудівсько-єменському кордоні, вбивши двох і поранив трьох інших солдатів. Днем раніше, бойовики завдали ракетного удару по прикордонному посту саудитів у провінції Джизан, який забрав життя одного військовослужбовця.
26 серпня, саудівські війська збили чергову тактично-балістичну ракету «Скад» над своїми південними кордонами, запущену бойовиками з околиць міста Сана. За словами бригадного генерала Шарафа Лукмана, представника сил, які воюють разом з хуситами, метою удару була електростанції у саудівській провінції Джизан, «у відповідь на брутальну агресію саудитів в Ємені».

#### 2016
6 лютого, через обстріл з північного Ємену було вбито 1 саудівського військового в провінції Асір. Згодом цього дня, під обстріл потрапило місто Наджран, унаслідок чого загинув 1 іноземний громадянин.
8 лютого, саудівські війська ППО збили чергову ракету «Скад», запущену бойовиками по місту Хаміс-Мушайт, де розташовується авіабаза «Король Халід».

### Наземний наступ

Танки AMX-56 «Леклерк» Збройних сил ОАЕ виїжджають з Адену

На початку серпня, ОАЕ відіслали до Ємену півтори тисячі своїх військових з танками та іншої бронетехнікою, які висадилась у портовому місті Аден, як допомога анти-хуситським бійцям і цивільним особам, постраждалим в результаті конфлікту. За словами воєначальників у південному Ємені, невелика група військових з Саудівської Аравії і ОАЕ брала участь у військових діях останні кілька тижнів.
8 серпня, Еміратське інформаційне агентство повідомило, що троє старших капралів ОАЕ було вбито під час виконання «національного боргу».
15 серпня, ліванський телеканал Аль-Манар з посиланням на військові джерела повідомив, що за останні чотири дні втрати еміратських військ склали понад 32 одиниці бронетехніки, 14 танків і 23 транспортних засобів, на додаток до 38 вбитих солдатів і 8 офіцерів, тоді як ОАЕ визнали лише половину з цих втрат.
17 серпня, хусити знищили дві і захопили чотири одиниці еміратської бронетехніки біля провінції Ель-Бейда. Цього ж дня, бойовики напали на посольство ОАЕ в місті Сана, захопивши його, на що міністр закордонних справ ОАЕ відповів засудженням дій хуситів, назвавши їх «ще одним доказом того, що група, яка здійснила цю атаку не проявляє жодної поваги до міжнародної конвенції та дипломатичних норм, адже вона практикує закон джунглів».
19 серпня, президент Гаді подякував ОАЕ за внесок в розв'язанні єменського конфлікту, оцінивши рівень відносин між країнами, додавши, що єменський народ ніколи не забуде позицію саудівської коаліції арабських країн і їхню підтримку закону в Ємені.
23 серпня, під час воєнної розвідувальної операції у місті Аден, солдати ОАЕ визволили британського інженера-нафтовика Роберта Дугласа Семпла після 18 місяців проведених в полоні у АКАП, однак терористи заперечили, що мали будь-яких британських полонених.
27 серпня, сухопутні війська Саудівської Аравії перетнули державний кордон з Єменом і зайняли позиції у гірському районі на південь від провінції Джизан, окресливши вторгнення «вимушеним тимчасовим заходом».
4 вересня, через попадання ракети «Точка» у склад зброї біля позицій ОАЕ у провінції Маріб, загинуло 45 еміратських і 5 бахрейнських військових.
8 вересня, катарський телеканал Аль-Джазіра повідомив, що число коаліційних військ задіяних в Ємені досягло 10 тисяч, включаючи 1 тисячу військових Збройних сил Катару, які прибули до країни у попередні дні.
14 грудня, бойовики, використовуючи ракетний комплекс «Точка», завдали удару по табору військ коаліції біля міста Таїз, вбивши двох старших командирів з Саудівської Аравії та ОАЕ, а також безліч єменських, суданських та інших військових країн Перської затоки.

### Військово-морські сили
Саудівська Аравія і її коаліційні партнери продовжують морську блокаду в територіальних водах Ємену.
30 квітня, іранський флот оголосив, що відправив два есмінця до Аденської затоки, задля «забезпечення безпеки торгових суден нашої країни у зв'язку з загрозою піратів». Хосейн Амір Абдоллахіан, заступник міністра закордонних справ Ірану, сказав, що «іншим не буде дозволено ставити нашу спільну безпеку під ризик за допомогою військових авантюр».

## Участь інших країн

### Іран
Саудівська коаліція звинуватила Іран в воєнній та фінансовій підтримці хуситів. 9 квітня, державний секретар США Джон Керрі сказав, що «[у хуситів] є очевидні поставки з Ірану», зауваживши «кількість щотижневих польотів [в Ємен]», і застеріг Іран від підтримки бойовиків. Іран заперечив ці претензії.
11 квітня, антихуситські бійці в Адені ствердили, що захопили двох офіцерів іранського спецпідрозділу «Кудс», котрі нібито служили хуситам як військові «радники» в місті. Іран заперечив наявність будь-якої з своїх військових сил в Ємені.

### США

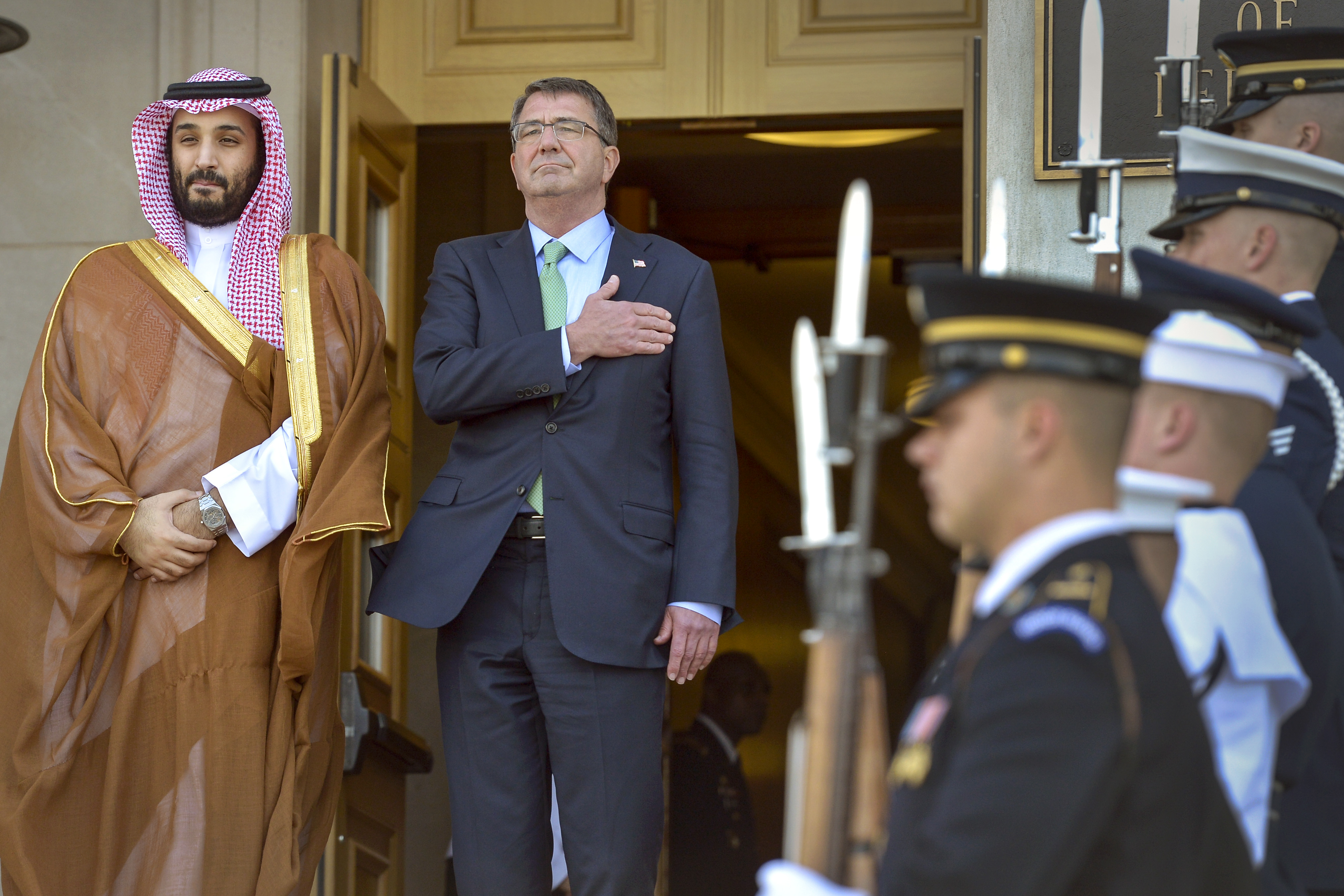
Міністр оборони США Ештон Картер з міністром оборони Саудівської Аравії Мухаммедом бін Салман Аль-Саудом у Пентагоні, 13 травня 2015 року

Згідно з державним департаментом, Сполучені Штати підтримують інтервенцію «надаючи розвідну інформацію, розташування об'єктів, консультації і логістичне забезпечення». У квітні 2015 року, Тоні Блінкен, заступник держсекретаря, сказав: «В рамках цих зусиль, ми пришвидшили постачання зброї, збільшили обмін розвідувальної інформації, і створили групу спільного планування в саудівському оперативному штабі». За словами Human Rights Watch, докази свідчать, що Саудівська Аравії використовує касетні бомби, які поставлені від США і перебувають поза законом в більшості країн світу.
За повідомленнями, більшість з працівників SOCOM ставляться прихильно до хуситів, адже вони є ефективної силою для очищення Ємену від Аль-Каїди та ІДІЛ, «те, що сотні американських атак дронів і велика кількість консультантів єменської армії не спромоглися виконати». За словами командувача CENTCOM, «саудівці не сповіщали нас про свої плани тому, що вони знали, що ми скажемо саме те, що думаємо — що це погана ідея». Як висловився Майкл Гортон, експерт по Ємену, Сполучені Штати були «іранськими повітряними силами в Іраку», а тепер «повітряними силами Аль-Каїди в Ємені». Згідно з телеканалом Аль-Джазіра, однією з причин участі США може бути дипломатична логіка зниження саудівської опозиції до ядерної угоди з Іраном, підтримуючи відповідь під проводом саудитів, тому, що багато з союзників США в регіоні зображують, як швидке розповсюдження іранського впливу серед арабських країн, тоді як з погляду деяких американських воєначальників, протидія Ірану дає США стратегічний пріоритет над боротьбою з Аль-Каїдою і ІДІЛ.
Сенатор Джон Маккейн, голова Комітету Сенату США зі збройних сил, похвалив інтервенцію саудівської коаліції в Ємен, кажучи, що «перспектива таких радикальних груп, як проіранські хуситські бойовики» була «більшої, ніж [арабські союзники США] могли витримати».
30 червня, у звіті Human Rights Watch повідомляється, що бомби американського виробництва використовувалися в хаотичних атаках на цивільних, порушуючи цим закони і звичаї війни. Звіт містив сфотографовані «залишки скинутої з повітря 1,000-фунтової бомби Mark 83, виробленої в США».
4 лютого 2021 року новий президент США Джо Байден оголосив про припинення підтримки США наступальних операцій сил арабської коаліції в Ємені та про початок пошуку мирних шляхів урегулювання конфлікту.

## Участь приватних військових
7 вересня 2015, іранське інформагентство Fars News Agency повідомило, що захоплений саудівський військовий сказав, мовляв Саудівська Аравія платить сомалійським і суданським найманцям $200 в місяць, щоб вони воювали за них, а Сомалі і Судан взагалі є країнами, котрі надають більшість подібних бійців для саудівського і еміратського урядів. Це ж агентство повідомило, що чотири суданських найманців були вбиті та ще вісьмох було поранено 22 жовтня в Адені.
У жовтні, сайт Colombia Reports повідомив, що 800 колишній військовослужбовців Збройних сил Колумбії підписали тримісячний контракт на $1 тис. у тиждень та еміратське громадянство у разі якщо вони виживуть. Колишній командир ЗСК сказав Ель Тіємпо: «Нас називають найманцями, зрадниками, боягузами і опортуністами. Ми не є такими. Ми люди, які прийняли рішення у відповідь на відсутність гарантій».
22 лютого, газета Нью-Йорк Таймс повідомила, що ОАЕ таємно задіяли 450 колумбійських, панамських, сальвадорських та чилійських найманців в Ємені у жовтні. Їхньою тренувальною програмою, яка, по більшій мірі, включила колумбійців, займався Ерік Принс, засновник Блеквотер, котрий переправив їх до ОАЕ під виглядом будівельників у 2010, на прохання кронпринца Мохаммеда бін Заєд Аль-Нахайяна. Невдовзі після цього, оперативний контроль був переданий еміратській армії.
9 грудня, австралійські ЗМІ повідомили, що в Ємені було вбито найманця з Австралії, на додаток до шістьох колумбійських, після того, як хусити і прихильники Салеха атакували саудівські сили на південному заході країни.

## Жертви авіаударів
| Дата                 | Місце                          | Кількість жертв                         | Джерело                     |
| -------------------- | ------------------------------ | --------------------------------------- | --------------------------- |
| 26 березня—7 квітня  | Сана                           | 88 цивільних                            | ООН                         |
| 26 березня—23 квітня | Сана                           | 209 цивільних                           | ООН                         |
| 30 березня           | Мазрак                         | 29 цивільних                            | ООН                         |
| 31 березня           | Саада                          | 19 цивільних                            | ООН                         |
| 31 березня           | провінція Ібб                  | 14 цивільних                            | Місцеві джерела             |
| 31 березня           | Сана                           | 10 цивільних                            | Місцеві джерела             |
| 31 березня           | провінція Ходейда              | 29 цивільних                            | Місцеві джерела             |
| 4 квітня             | провінція Сана                 | 9 цивільних з однієї сім'ї              | Reuters                     |
| 7 квітня             | Майтам                         | 3 цивільних                             | Місцеві джерела             |
| 12 квітня            | Таїз                           | 8 цивільних                             | Місцеві джерела             |
| 14 квітня            | Таїз                           | 10 цивільних                            | Amnesty International       |
| 17 квітня            | Ярім, на південь від Сани      | 7 цивільних                             | Місцеві джерела             |
| 18 квітня            | Саада                          | 1 цивільний                             | Місцеві джерела             |
| 19—29 квітня         | Гарад                          | 15 цивільних                            | ООН                         |
| 20 квітня            | військова база Фадж Атан, Сана | 90 цивільних                            | МКЧХ                        |
| 21 квітня—5 травня   | Аден                           | 22 цивільних                            | ООН                         |
| 21 квітня            | провінція Ібб                  | 20 цивільних                            | Місцеві джерела             |
| 21 квітня            | Гарад                          | 9 цивільних                             | Місцеві джерела             |
| 26 квітня            | лікарня Аль-Саура, Таїз        | 19 цивільних                            | ООН                         |
| 27 квітня            | Аден                           | 2 цивільних                             | Місцеві джерела             |
| 27—28 квітня         | район Баджела                  | 30 цивільних                            | ООН                         |
| 28 квітня            | між Аль-Гарасом і Басатіром    | 40 цивільних                            | Місцеві джерела             |
| 1 травня             | Сана                           | 17 цивільних                            | ООН                         |
| 6 травня             | Саада                          | 34 цивільних, а також не менше інших 27 | ООН, HRW                    |
| 6 травня             | Сана                           | 20 цивільних                            | ООН                         |
| 6 травня             | Кітаф                          | 7 цивільних                             | Місцеві джерела             |
| 6 травня             | провінція Дхамар               | 9—11 цивільних                          | ООН, місцеві джерела        |
| 9 травня             | Саада                          | 4 цивільних                             | ООН                         |
| 11 травня            | Сана                           | 5 цивільних                             | Франс Прес                  |
| 14 травня            | Сана                           | 9 цивільних                             | Associated Press            |
| 21 травня            | провінція Хадджа               | 5 цивільних                             | ООН                         |
| 26 травня            | Саада                          | 7 цивільних                             | Місцеві джерела             |
| 26 травня            | Таїз                           | 8 цивільних                             | Amnesty International       |
| 27 травня            | Саада і Ємен в цілому          | 80—100 цивільних                        | Рейтер                      |
| 4 червня             | Ємен                           | 58 цивільних                            | Місцеві джерела             |
| 6 червня             | Ємен                           | 38 цивільних                            | Місцеві джерела             |
| 7 червня             | Сана                           | 44 цивільних                            | Місцеві джерела             |
| 12 червня            | Історичний центр міста Сана    | 6 цивільних                             | Місцеві джерела             |
| 13 червня            | Сана                           | 9 цивільних                             | Медичні джерела             |
| 16 червня            | Таїх                           | 5 цивільних                             | Amnesty International       |
| 19 червня            | Ємен                           | 10 цивільних                            | Місцеві джерела             |
| 21 червня            | Ємен                           | 15 цивільних                            | BBC                         |
| 30 червня            | Саада                          | 2 цивільних                             | Місцеві джерела             |
| 30 червня            | Таїз                           | 4 цивільних                             | Amnesty International       |
| 2 липня              | Сана                           | 8 цивільних                             | Інформаційне агентство Саба |
| 3 липня              | Ємен                           | 16 цивільних                            | Місцеві джерела             |
| 6 липня              | Ємен                           | 100 цивільних                           | Місцеві та медичні джерела  |
| 7 липня              | Таїз                           | 11 цивільних                            | Amnesty International       |
| 9 липня              | Таїз                           | 11 цивільних                            | Amnesty International       |
| 25 липня             | Моха                           | не менше 141 цивільного                 | Associated Press            |
| 17 серпня            | Джибла і Аль-Джафф             | 17 цивільних                            | Місцеві представники        |
| 21 серпня            | Таїз                           | 65 цивільних                            | Лікарі без кордонів         |
| 28 серпня            | Таїз                           | 10 цивільних                            | Reuters                     |
| 30 серпня            | Хадджа і Сана                  | 36 цивільних                            | Місцеві джерела             |
| 5 вересня            | Сана                           | 20 цивільних                            | Reuters                     |
| 6 вересня            | провінція Ель-Джауф            | 30 цивільних                            | Reuters                     |
| 12 вересня           | Ємен                           | 16 цивільних                            | Reuters                     |
| 14 вересня           | Сана і Ємен в цілому           | 10 цивільних                            | Reuters                     |
| 20 вересня           | Саада                          | 20 цивільних                            | Reuters                     |
| 21 вересня           | Хадджа і Сана                  | 50 цивільних                            | Reuters                     |
| 27 вересня           | Хадджа                         | 30 цивільних                            | Місцеві джерела             |
| 28 вересня           | Таїз                           | 131 цивільний                           | Медичні джерела             |
| 8 жовтня             | Дхамар і Ємен в цілому         | 25—50 цивільних                         | Reuters                     |
| 18 грудня            | Ходейда                        | 18 цивільних                            | ООН                         |

| 10 січня     | Саада і Ємен в цілому       | 6 цивільних            | Лікарі без кордонів        |
| 13 січня     | Білад аль-Рус               | 15 цивільних           | Місцеві джерела            |
| 17—18 січня  | Ємен                        | 35 цивільних           | CNN                        |
| 19 січня     | Таїз                        | 11 цивільних           | MSF                        |
| 21 січня     | Ходейда                     | 9 цивільних            | Reuters                    |
| 25 січня     | Сана                        | 7 цивільних            | Місцеві та медичні джерела |
| 3 лютого     | Сана                        | 15 цивільних           | Місцеві та медичні джерела |
| 9 лютого     | Сана                        | 5 цивільних            | Місцеві джерела            |
| 27 лютого    | Сана                        | 40 цивільних           | Reuters                    |
| 15 березня   | Мастаба                     | не менше 119 цивільних | ООН                        |
| 20 червня    | Сана                        | 8 цивільних            | Єменські представники      |
| 7 серпня     | Сана                        | 18 цивільних           | Місцеві представники       |
| 9 серпня     | Сана                        | 13 цивільних           | Reuters                    |
| 13 серпня    | Саада                       | 19 цивільних           | Лікарі без кордонів        |
| 15 серпня    | провінція Хадджа            | 19 цивільних           | Лікарі без кордонів        |
| 10 вересня   | округ Архаб, провінція Сана | 30 цивільних           | ООН                        |
| 21 вересня   | провінція Ходейда           | 26 цивільних           | Reuters                    |
| 8 жовтня     | Сана                        | 140 цивільних          | ООН                        |
| 29 жовтня    | провінція Ходейда           | 60 ув'язнених          | Reuters                    |
| 28 листопада | провінція Ходейда           | не менше 13 цивільних  | Єменські представники      |

## Пошкодження інфраструктури та гуманітарна ситуація
- 26 березня, співробітники МВС, пов'язані з хуситами, засвідчили, що було вбито 23 і поранено 24 цивільних осіб. За їх словами, серед загиблих було 5 дітей, віком від 2 до 13 років, 6 жінок і 1 літня людина. Серед поранених було 12 дітей, віком від 3 до 8 років, і 2 жінки через авіаудари в Сані, особливо в селищі Бані Хават, яке переважно населено хуситами і знаходиться в районі недалекому від міжнародного і військового аеропортів. Організація Human Rights Watch зафіксувала 11 смертей цивільних осіб, в тому числі 2 жінок та 2 дітей, за винятком тих, які були надані представниками Ємену, а також 14 поранених, в тому числі 3 дітей і 1 жінку. Згідно з Amnesty International, бомбардування знищили щонайменше 14 будинків у Бані Хават[405].
- 30 березня, внаслідок авіаударів, що зачепили приватну цементну компанію в провінції Лахдж, було вбито не менше 10 і поранено 13 осіб[336].
- 31 березня, арабські коаліційні сили атакували провінцію Ібб, залишив принаймні 11 вбитих і 32 поранених цивільних, а також троє вбитих хуситів[335]. У женевській заяві сказано, що співробітники ООН в Ємені запевнили, що від авіаудару по табору біженців поблизу з фортифікаційною спорудою хуситів в Сааді на півночі Ємену, загинуло принаймні 19 цивільних осіб. Також у заяві повідомляється про щонайменше 35 поранених, у тому числі 11 дітей. Згідно бюро з прав людини ООН у Женеві, з дня початку військової інтервенції загинуло не менше 93 цивільних осіб, зокрема 62 дітей, і 364 поранених, з яких 30 були дітьми[406]. Загальні цифри, ймовірно, набагато вище, якщо кількість зазначених в Женеві жертв відноситься лише до авіаударів або страйків і сутичок між ворогуючими угрупованнями в Ємені[407].
- 1 квітня, від вибуху на молочному заводі в Ходейді загинуло 29 і поранено 25 державних службовців[337].
- 3 квітня помер єгипетський далекобійник, який 31 березня був поранений снарядом хуситів на саудівсько-єменському кордоні[217].
- 21 січня 2022 року винищувачі арабської коаліції розбомбили в'язницю в Сааді, внаслідок чого загинули щонайменше 140 в'язнів.

## Міжнародна реакція
Організації
- Європейський Союз:
  - ЄС піддав критиці військову інтервенцію, і додав, що військове втручання не вирішить кризу, а також висловив заклопотаність з приводу «серйозних регіональних наслідків» після Саудівської операції в Ємені, сказавши, що цей крок не є рішенням, і закликав регіональні держави «діяти відповідально». ЄС знову заявив про свою підтримку всіх зусиль Організації Об'єднаних Націй[408][409].

 Ліга арабських держав:
  - 29 березня, делегати Арабської ліги проголосували за створення об'єднаних військових сил. Генеральний секретар Набіль аль-Арабі[en] сказав, що інтервенція «триватиме доти, доки бойовики-хусити не відведуть і здадуть свою зброю», також зазначивши, що міжнародна операція була необхідною[410].

Організація Ісламського співробітництва:
  - Іяд бен Амін Мадані[en], генеральний секретар ОІК, піддав критиці хуситів і сказав, що через їхні дії військова інтервенція була неминучою. Мадані висловив сподівання, що втручання відновить стабільність в Ємені[411].

 ООН:
  - Заступник прес-секретаря Фархан Хак сказав, що ООН «шукає більше деталей», додавши, що організація не вірить, що військові дії можуть вирішити єменський конфлікт[412].

Країни
- Алжир:
  - Міністр закордонних справ Рамтан Ламамра[en] висловив «дуже велике і глибоке занепокоєння» стосовно подій в Ємені і сказав, що «ескалація насильства» лише погіршить ситуацію[413].

 Афганістан:
  - Уряд країни оголосив свою підтримку військовому втручанню Саудівською Аравією в Ємен[414].

 Бангладеш:
  - Міністерство закордонних справ[en] висловило співчуття з приводу актів насильства з боку хуситів щодо людей Ємену, «спричинивши гуманітарну кризу», і заявило, що країна «підтримує всі дії на чолі з Саудівською Аравією у відновленні законної державної влади та реалізації сподівань народу Ємену, а також підтримує суверенітет і територіальну цілісність Ємену»[415].

 Велика Британія:
  - Міністерство закордонних справ Великої Британії заявило, що країна підтримує рішення саудитів у військовій операції в Ємені після запиту президента Гаді[416].

 Джибуті:
  - Міністр закордонних справ, Махмуд Алі Юсуф, заявив, що країна підтримує військове втручання в Ємен і готова допомогти евакуювати своїх громадян, якщо ситуація погіршиться.

 Еритрея:
  - МЗС Еритреї заявило, що розглядають кризу в Ємені «як внутрішню справу». Уряд спростував ствердження, що країна надавала підтримку хуситам[417].

 Ефіопія:
  - Прем'єр-міністр Хайлемаріам Десалень сказав, що його країна підтримує Судан, сусіда і члена саудівської коаліції в Ємені. Десалень сказав, що втручання було виправданим, щоб захистити єменський уряд і перемогти хуситів[418].

 Ізраїль:
  - Прем'єр-міністр Біньямін Нетаньягу розкритикував очікувану підтримку Ірану хуситам, кажучи: «Ось Іран-Лозанна-Ємен є дуже небезпечною для людства і повинна бути зупинена», посилаючись на триваючі ядерні перемовини між Іраном і групою 5+1[en][419][420][421]. Також були непідтверджені повідомлення хуситів про безпосередню участь Ізраїлю у конфлікті[422][423].

 Індонезія:
  - Лукман Хакім Сайфуддін, член міністерства у справах релігії, висловив стурбованість з приводу військової операції і сподівання про її скоріше завершення без деескалації[424].

 Ірак:
  - На саміті Ліги арабських держав 26 березня, міністр закордонних справ Ібрагім аль-Джафарі висловив, що іракський уряд проти втручання[425].

 Іран:
  - Міністр закордонних справ Мохаммад Джавад Заріф назвав військові дії «небезпечним розвитком подій, які будуть дестабілізувати регіон»[426], а також зажадав негайного припинення всіх «військових актів агресій» в Ємені[427], тоді як державні ЗМІ описали вторгнення «агресією з подачі США», виконуваної Саудівською Аравією та її союзниками. Іран застеріг, що Ер-Ріяд робить «небезпечні кроки», даючи зрозуміти, що саудівське розгортання сунітської коаліції проти шиїтів ускладнить зусилля з припинення конфлікту, і швидше за все, розпалить міжконфесійну ворожнечу і війни по Близькому Сходу.

 Канада:
  - Міністр закордонних справ, Роб Ніколсон, запевнив, що «Канада підтримує військові дії Саудівської Аравії, її партнерів у Раді співробітництва арабських держав Перської затоки і інших, щоб захистити кордони Саудівської Аравії і визнаний уряд Ємену на прохання єменського президента»[428].

 КНР:
  - Уряд країни висловив глибоку стурбованість з приводу ситуації в Ємені, закликаючи всі сторони розв'язання конфлікту за допомогою діалогу[429].

 Ліван:
  - За повідомленнями бейрутської газети The Daily Star, реакція прем'єр-міністра Таммама Салама на інтервенцію була «неоднозначною». На саміті Ліги арабських держав 28 березня, Салам сказав, що Ліван підтримує «будь-яку арабську позицію, яка зберігає суверенітет і територіальну цілісність Ємену на додаток до єдності його соціальної структури». Салам також попросив Арабську лігу не залучати Ліван у будь-яких «регіональних сутичках», посилаючись на конфлікт[430].
    - Саад Харірі, колишній прем'єр-міністра Лівану, високо оцінив саудівського Короля Салмана за «мудре і сміливе» рішення про військову операцію проти хуситів. Харірі звинуватив іранське втручання в регіональні конфлікти у нинішній кризі в регіоні і підтримав Саудівську Аравію за об'єднання арабів її діями в Ємені[431].
    - Саїд Гасан Насралла, лідер військово-політичного ліванського шиїтського руху Хізбалла, засудив Саудівську Аравію за «агресію» проти Ємену. Насралла ствердив, що саудити зважилися на вторгнення в Ємен, бо зрозуміли, що втрачають свій вплив і контроль над країною. Він похвалив Іран за «шанування волі людей регіону» і «співчутті з їхніми проблемами». Насралла також звинуватив Саудівську Аравію в зраді в боротьбі проти Ізраїлю, як основної цілі арабів[432], і сказав, що Хізбалла взяла б участь в боротьбі, але тільки якби вона була проти ізраїльтян, а не арабів[433][434].

 Лівія:
  - Міжнародно-визнаний прем'єр-міністр Абдулла аль-Тані[en] навів як приклад неспокійну політичну ситуацію в своїй країні і сказав, що «неможливо підтримувати законність в Ємені, і не робити те ж саме в Лівії»[435].

 Німеччина:
  - Франк-Вальтер Штайнмайєр, міністр закордонних справ країни, сказав, що «може зрозуміти» рішення Саудівської Аравії на військову інтервенцію і визнав, що операція мала «підтримку з боку регіону» і була розпочата на прохання президента Ємену, Абд Раббо Мансур Гаді. Однак Штайнмайєр сказав, що криза не може бути вирішена за допомогою насильства і закликав знайти узгоджене рішення[436].

 Оман:
  - Незважаючи на те, що Оман є членом Ради співробітництва арабських держав Перської затоки, країна вирішили не приєднуватися до коаліції, але надає гуманітарну допомогу єменцям[437][438].

 Пакистан:
  - Після того, як саудити заявили про участь Пакистану в операції[439][440][441], різні пакистанські телеканали і видання повідомили, що прем'єр-міністр Наваз Шариф підтвердив, що будь-яка небезпека для територіальної цілісності Саудівської Аравії викликає сильну реакцію зі сторони Пакистану, і що військові сили країни будуть реагувати з повною силою, якщо хтось спробує порушити суверенітет Саудівської Аравії[442]. Ліві опозиціонери застерегли від участі в конфлікті, порадив правлячий консервативної партії, ПМЛ (Н), «відновити мир і не брати участь у війні»[443]. У прес-релізі Тасніми Аслам, прес-секретаря міністерства закордонних справ, сказано, що Пакистан відмовився брати участь у будь-якій військовій кампанії, що розділяє мусульманська умма, отже, беручи нейтралітет[442]. Зрештою, високопосадовець з міністерства Шарифа підтвердив «політику нейтралітету» в конфлікті, сказав: «Пакистан не братиме участі у будь-яких діях в самому Ємені, але буде надавати підтримку Саудівської Аравії на своїй землі, якщо вони знаходяться під загрозою»[444].

 Палестина:
  - Палестинська національна адміністрація заявила про підтримку арабської коаліції[445].
    -  Хамас: Палестинський ісламістський рух і політична партія повідомила, що підтримує коаліцію[446].

 Росія:
  - МЗС Росії висловило «найсерйознішу заклопотаність у зв'язку з останніми подіями в дружній Єменській Республіці», і закликали сторони «негайно припинити всі форми бойових дій і відмовитися від спроб домогтися своїх цілей зі зброєю в руках»[447].

 Сирія:
  - МЗС Сирії висловило «глибоку» стурбованість щодо ситуацією в Ємені. У той час як Сирія підкреслює необхідність поважати суверенітет Ємену і його незалежність, країна закликала усі єменські сторони приступити до діалогу з метою досягнення політичного рішення, що відповідає прагненням і волі єменського народу[448].
    -  Сирійська національна коаліція: Опозиційна група назвала вторгнення в Ємен «вражаючим і стримуючим кроком», який відкрив двері для більш широкої інтервенції проти іранського впливу в інших країнах арабського світу. Також коаліція заявила, що крім підтримки хуситів, Іран є головним прибічником сирійського уряду Асада[449].

 Сомалі:
  - Президент Хасан Шейх Махмуд зазначив, що Федеральний уряд Сомалі підтримує військову операцію і надалі буде підтримувати уряд президента Гаді[450]. Міністр закордонних справ Сомалі, Абдісалам Омер, також підтвердив підтримку своєю адміністрацією легітимний діючій уряд Ємену[451]. Сомалі надала силам коаліції право на використання свого повітряного простору та територіальних вод для проводження військової операції[452].
    -  Сомаліленд: Уряд невизнаної, але де-факто окремої держави, виступив проти рішення Махмуда, дозволити коаліційним силам використовувати свої територіальні води, стверджуючи, що вони є незалежною адміністрацією, і Сомалі не має повноважень приймати рішення по їхній території[452].

 США:
  - Сполучені Штати виступили на підтримку інтервенції, тоді як прес-секретар РНБ США заявила, що її країна працюватиме спільно з Саудівською Аравією для надання військової та розвідувальною допомоги, не беручи участь в «прямих військових діях»[453]. Президент США Барак Обама сказав, що він уповноважив військові сили країни надати матеріально-технічну та розвідувальну підтримку в операції проти хуситів згідно з «спільним плануванням» з Саудівською Аравією[454].

 Туніс:
  - Міністр закордонних справ в заяві для преси сказав, що країна стурбована серйозними подіями в Ємені і закликає сторони до діалогу[455].

 Туреччина:
  - Президент Реджеп Таїп Ердоган заявив, що Туреччина підтримує військову операцію в Ємені під керівництвом Саудівської Аравії, і розкритикував регіональні амбіції Ірану як в Ємені, так і в Іраку[456].

 Франція:
  - Згідно з саудівською газетою Arab News, французьке посольство в Ер-Ріяд опублікувало заяву в якій йдеться: «Франція підтримує своїх партнерів в регіоні, що відновлюють стабільність і єдність Ємену»[457].

## Мирні переговори

### 15— 19 червня
Зважаючи на період гармонії, миру та примирення на початку Рамадану, генеральний секретар ООН закликав до «гуманітарної паузи» для того, щоб надіслати єменцям допомогу, однак жодна з сторін не звернула увагу на звернення. Мирні переговори за посередництва ООН між єменським урядом у вигнанні і хуситами 15 — 19 червня, закінчилися без жодної конструктивної угоди щодо перемир'я.

### Рамаданська мирна угода
4 липня, представник хуситів, Мохаммед Абдул Салам, написав у пості на Facebook про свою зустріч з спецпослом ООН в Ємені, Ісмаїлом Ульд Шейх Ахмедом, для обговорення рамаданського перемир'я. Сполучені Штати і Європейський Союз оголосили про свою підтримку гуманітарному перемир'ю.
9 липня, ООН оголосили безумовне перемир'я від 10 липня і до кінця Ураза-байрама 17 липня. Спецпосол ООН в Ємені запевнив, що до згоди прийшли усі протиборчі фракції. У телевізійному виступі, лідер хуситів Абдул-Малік аль-Хуті підтримав угоду, але висловив сумніви, що вона буде триматися. Вже через декілька годин після початку перемир'я, саудівська коаліція завдала авіаударів по містах Сана і Таїз. Представник коаліції пізніше сказав, що вони не були зв'язані перемир'ям і будь-яка угода буде контрпродуктивною, а єменський уряд у вигнанні і зовсім не питав про паузу у операції.